# Rhyacophila belona
Rhyacophila belona là một loài Trichoptera trong họ Rhyacophilidae. Chúng phân bố ở miền Tân bắc.